# Шаньдао
Шаньдао (кит. упр. 善導大師, пиньинь shàn dào dà shī, 613—681) — китайский буддийский монах, основатель школы «Чистой Земли» (Цзинту-цзун). Его труды оказали сильное влияние на более поздних мастеров «Чистой Земли», в том числе Хонэна и Синрана в Японии. В школе Дзёдо-синсю Шаньдао считается Пятым патриархом.
Шаньдао стал монахом после встречи с учителем Даочо в 641 году. Даочо проповедовал ему сутры, посвящённые будде Амитабхе. После этого Шаньдао основал собственную школу в монастыре Гуанминсы столицы Чанъань.
Шаньдао проповедовал веру в спасительную силу будды Амитабхи и сформулировал практику амидаизма, в основе которой лежит многократное произнесение слов «Наму Амида Буцу!» — «Слава Будде Амида!» (нэмбуцу). Он говорил:
Искренне, от всего сердца произносите имя будды Амитабхи. Не прекращайте этого занятия ни когда идёте, ни когда стоите, ни когда сидите, ни когда лежите. Всегда держите это в мыслях. Это — карма, данная вам от рождения, которая соответствует „изначальному завету“ Будды.
Эта практика входила в число «пяти правильных деяний», в которые Шаньдао также включал: чтение трёх основных сутр, медитацию, молитву будде Амиде, произнесение его имени и восхваление его добродетелей и могущества.